# Amblovenatum tildeniae
Amblovenatum tildeniae là một loài dương xỉ trong họ Thelypteridaceae. Loài này được T.E.Almeida & A.R.Field mô tả khoa học đầu tiên năm 2020.